# Labouheyre
Labouheyre é uma comuna francesa na região administrativa da Nova Aquitânia, no departamento Landes. Estende-se por uma área de 36,1 km². Em 2010 a comuna tinha 2 783 habitantes (densidade: 77,1 hab./km²).